# 卡姆登镇圣米迦勒堂
卡姆登镇圣米迦勒堂（St Michael's Church, Camden Town）是北伦敦卡姆登镇主要的圣公会教堂。现在的建筑建于19世纪晚期，由乔治·弗雷德里克·博德利和托马斯·加纳设计，采用哥特复兴式风格。

## 历史
圣米迦勒堂于1877年植堂，第一次聚会是在卡姆登路5A号举行弥撒，距离现在的教堂只有几扇门，这座建筑现在是一家博彩店。2002年，堂区125周年庆典在该店举行。该教堂的命名是为了纪念1876年为资助卡姆登传教会而拆除的昆希瑟圣米迦勒堂（St Michael Queenhithe）。
目前的建筑是伦敦第一座由乔治·弗雷德里克·博德利和托马斯·加纳设计的教堂，砖石砌筑，装饰采用装饰哥特式风格。中殿始建于1880年，1881年献堂。1892年至1894年间扩建。教堂旁边有一个小社区花园，有一座战争纪念碑。
1954年，圣米迦勒堂区将卡姆登诸圣堂（1948年成为希腊东正教教堂）和阿加尔镇沃瑟姆路的圣多马堂（其1864年的建筑因战争破坏而被拆除）并入其中。2003年，卡姆登镇圣米迦勒堂与圣潘克拉斯老教堂、萨默斯镇圣玛利亚堂和卡姆登广场圣保罗堂一起，组成圣潘克拉斯团队事工（St Pancras Team Ministry）的一部分，现为老圣潘克拉斯堂区。

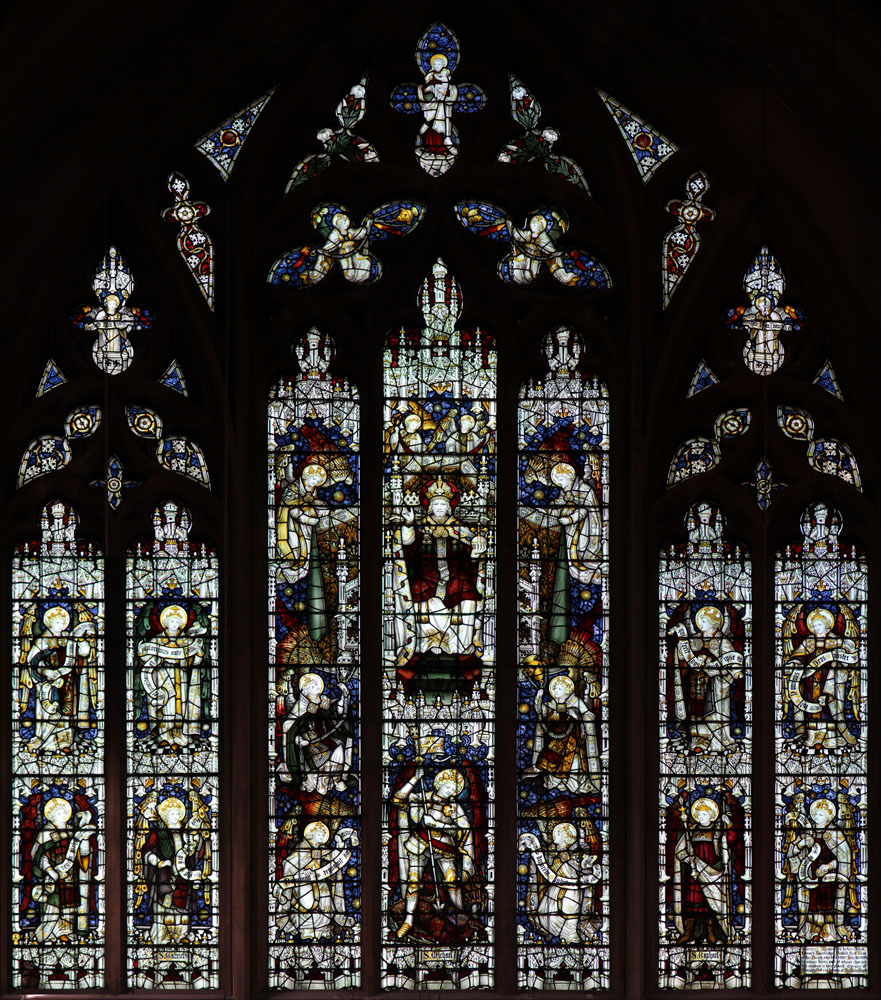
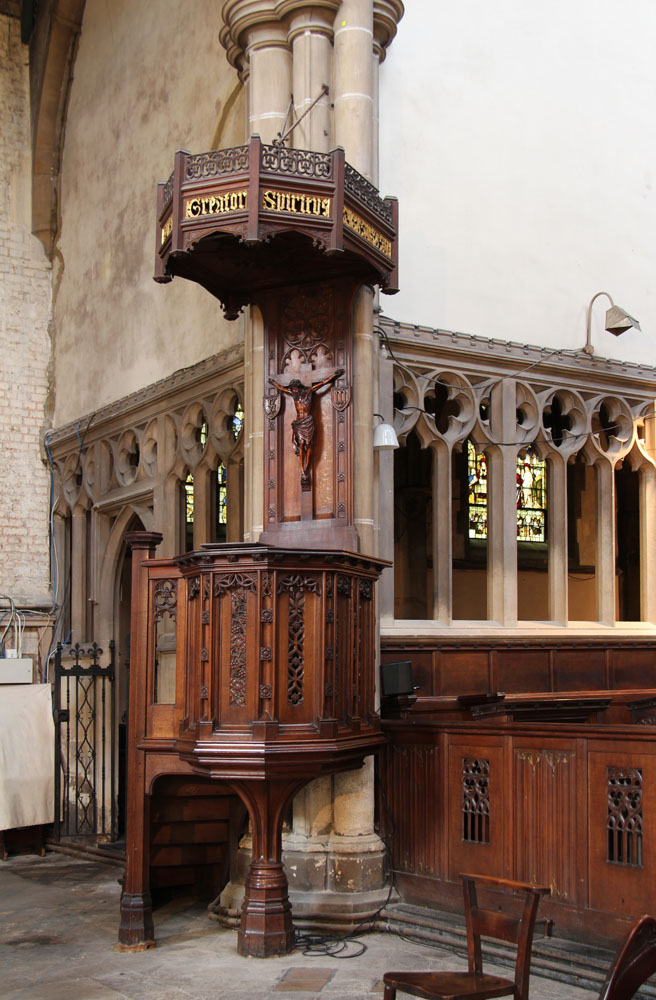
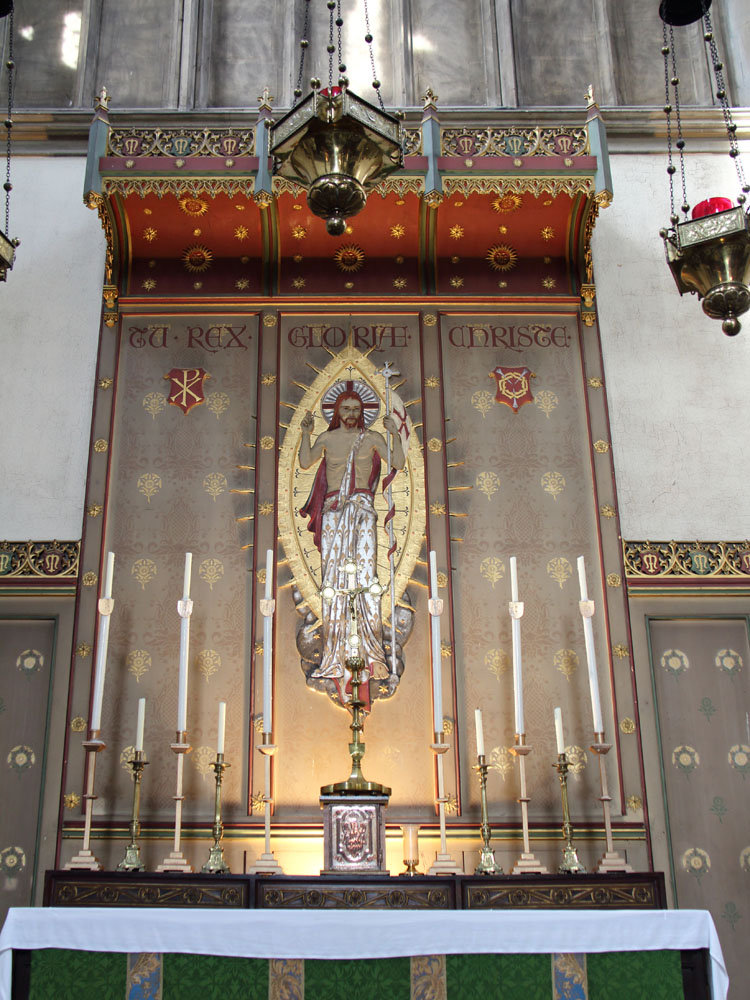
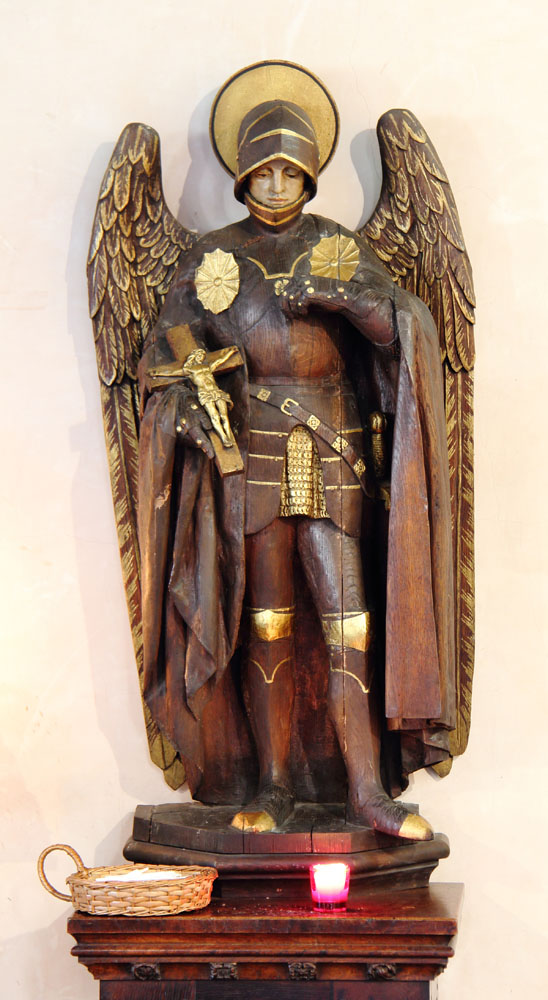
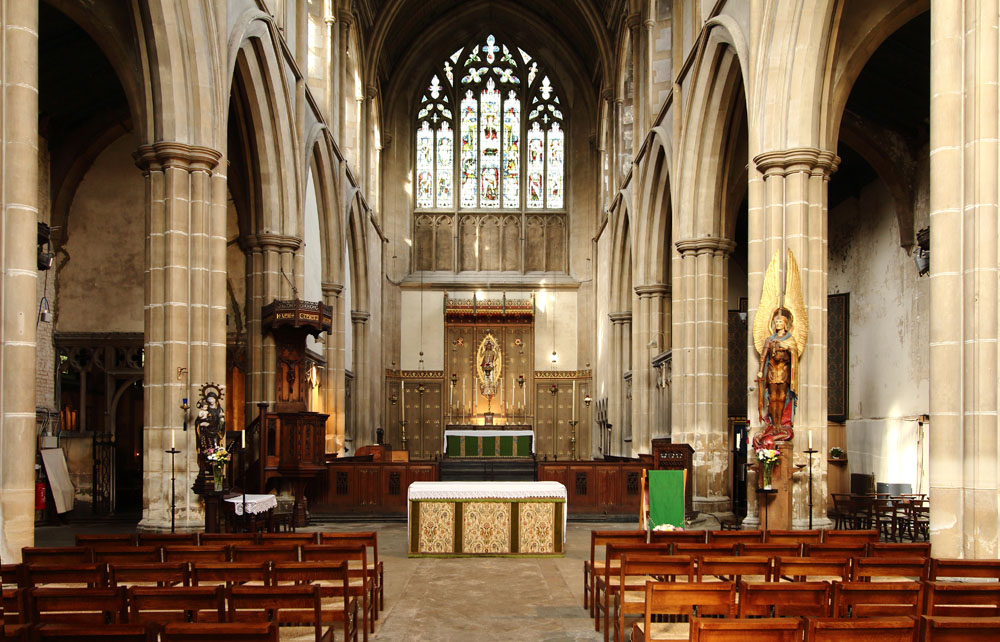
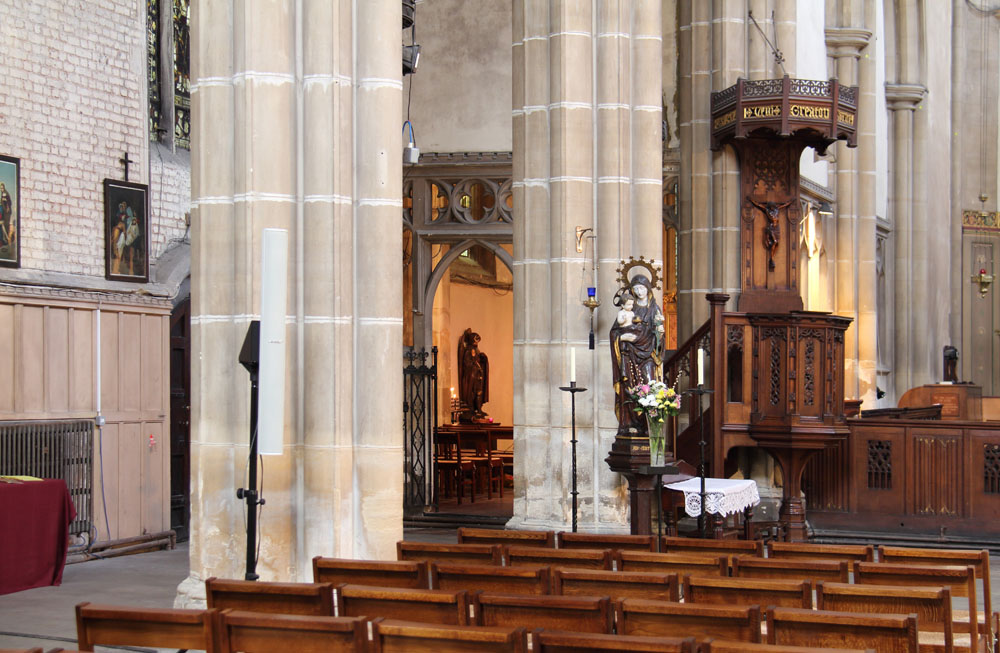
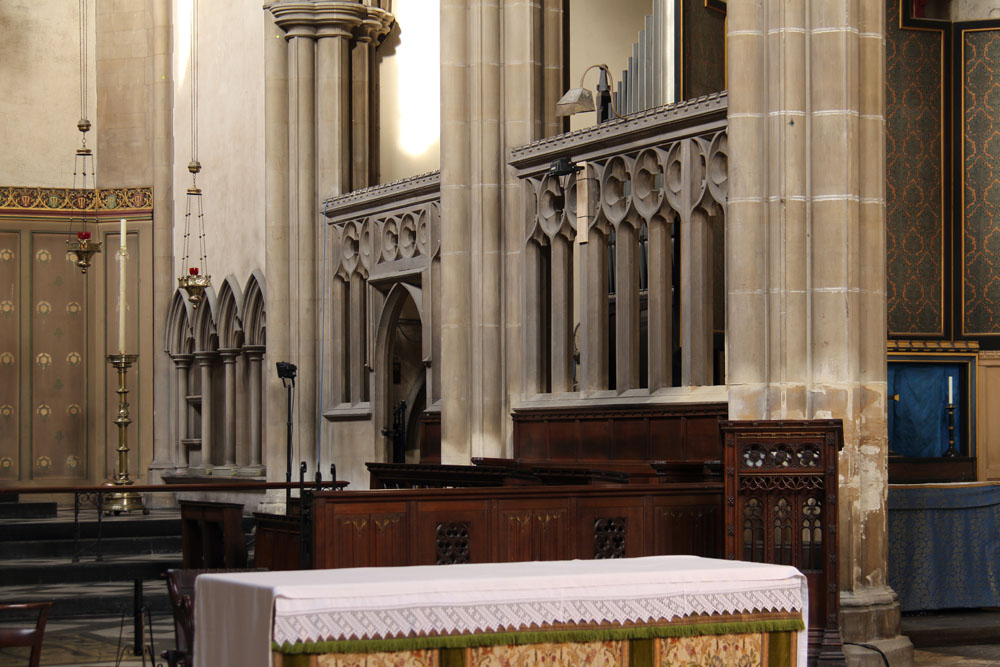